# Hotel Céramic

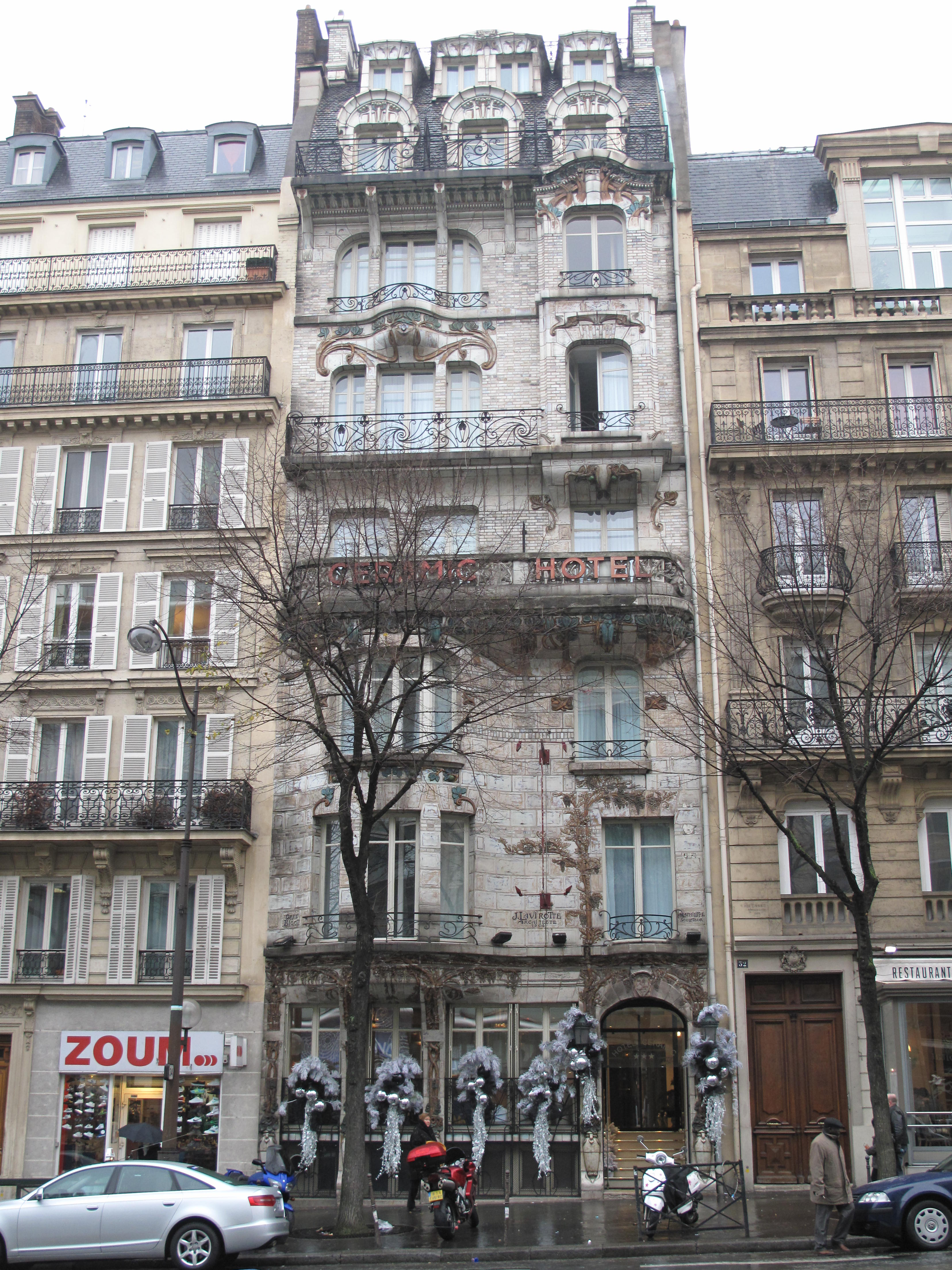
Hotel Céramic

Hotel Céramic (francouzsky Céramic Hôtel) je hotel v Paříži postavený v secesním slohu. Nachází se na adrese Avenue de Wagram č. 34 v 8. obvodu.

## Historie
Budovu ze železobetonu dokončil v roce 1904 francouzský architekt Jules Lavirotte (1864-1929). Keramickou výzdobu vytvořil Alexandre Bigot (1862-1927) a autorem soch je Camille Alaphilippe (1874-1934).
Budova byla v roce 1905 oceněna v Soutěži fasád města Paříže.
Fasáda a střecha vedoucí na ulici jsou od roku 1964 chráněny jako historická památka.